# 麥納馬拉謬誤

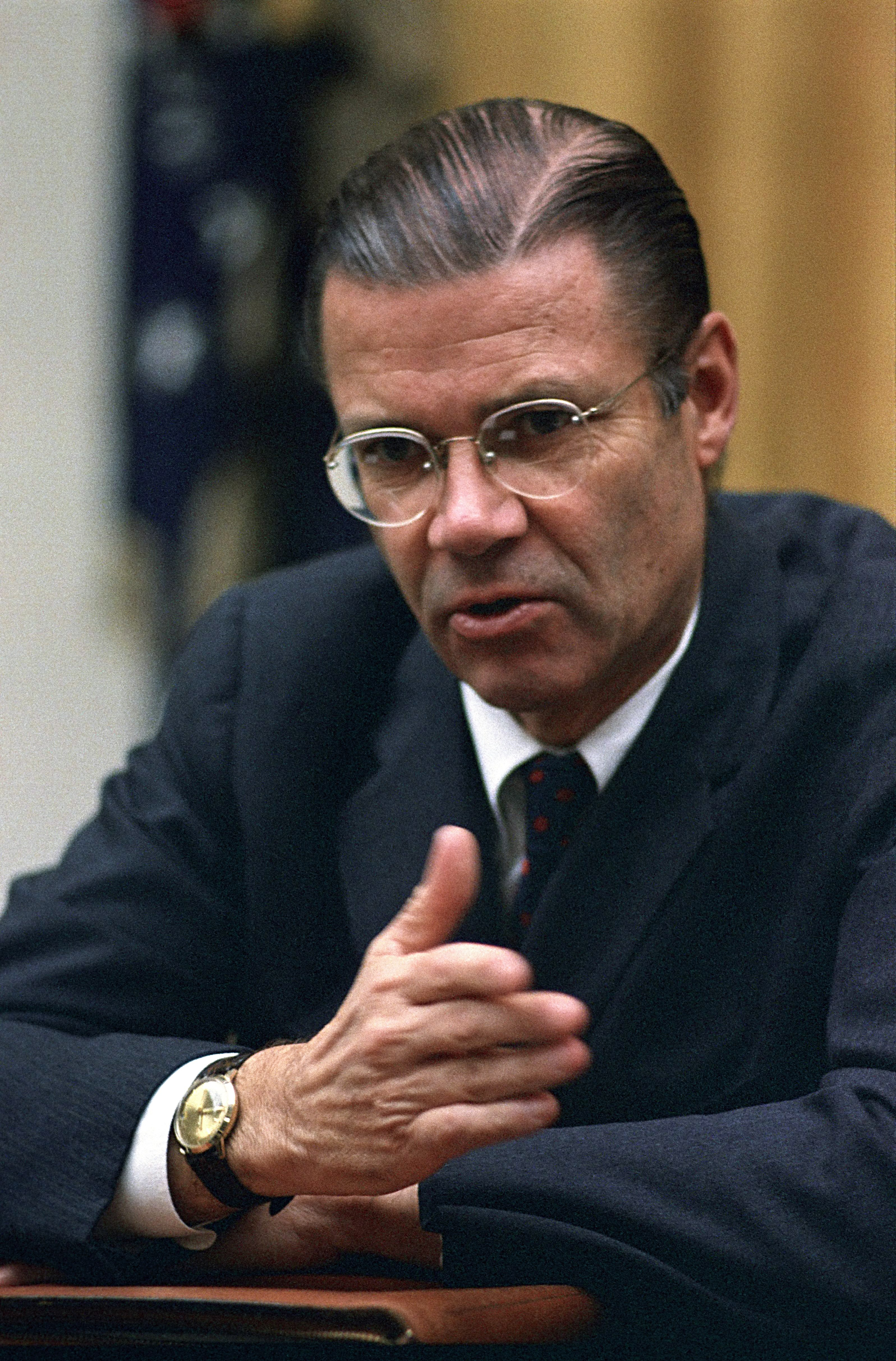

麥納馬拉謬誤（McNamara fallacy）是一種非形式謬誤，係描述過度使用數據評估事情的現象。這個詞語的典故源自前美國國防部長羅伯·麥納馬拉，他相信可透過量化研究瞭解美國在越戰中失利的原因，他用量化數據（例如擊斃敵軍的屍體數量）衡量成功，但忽略了其他因素。
| | 第一步是測量容易測量的，目前為止還好。第二步是無視那些不容易測量的，或者賦予一個定量的值，這是人為且有誤導嫌疑的。第三步是假定那些不容易測量的都不重要，這是盲目。第四步是宣稱沒有不容易測量的，這是自殺。 |
| ——Daniel Yankelovich "Corporate Priorities: A continuing study of the new demands on business." (1972) | |

## 例子
過度運用數據討論任何事情都有可能造成問題，像是例如說討論死刑和重罰效果時過度討論這些做法對犯罪率造成的影響，並以此來推動廢除死刑，卻忘了一些一樣重要的因素，如法律的公平性、同理心在司法的重要性等；或以經濟利益來說明雙邊貿易等經濟政策的好處，卻忽略掉一些可能不能量化的因素，如這麼做在政治上對國家主權可能導致的問題；或討論父母教養時過度仰賴量化的人格特質和智商，並總結說教養會對子女有或沒有重大影響，而忽略了教養在一些難以量化但一樣重要的層面可能造成的影響；或者是在銷售產品時，因為賠償因產品瑕疵而傷亡的人比修復產品瑕疵來得便宜，而讓產品上市，進而忽略了產品瑕疵一旦被揭發可能引起的公眾反應；或者用大量高深的數學和物理模型來研究金融交易，卻忘了人性和歷史的偶然性可能會讓任何的金融模型失效。

### 戰爭中的例子

#### 越戰
麥納馬拉謬誤源於越南戰爭時期，在其中擊斃敵軍的屍體數量被用作準確及客觀的成功度量，因此戰爭被簡化為一個數學模型，在其中藉由增加擊斃敵軍的數量和減少己方人員的傷亡，就可確保勝利。批評者指出，游擊戰和大規模的反抗，會讓這項公式失效。
麥納馬拉對數據的重視，在十万人计划中清楚地展現，在這項計畫中，他藉由降低徵兵的標準，讓入伍人數有所增長。這項決策的標準是基於「在抽象意義上，一個士兵和其他的士兵多少是等同的，因此透過正確的訓練和優越的裝備，任何士兵都可以在戰爭的數學中變成一項加分的因素」的這想法。

#### 全球反恐戰爭
喬治·沃克·布希時代的美國國防部部長唐納·倫斯斐，他意圖以更好的資料、清楚的目的和可及的目標來發動戰爭。強·克拉庫爾對此曾經寫過以下的內容：
這項任務的緊急性，幾乎只來自於「滿足任意指派的期限，因此任務可以受到核對打勾並加上『已達成』的標記」的這種官僚性的執著。對量化數據的強調，一直以來都是軍隊的標誌，但在倫斯斐於五角大廈任職的期間，這作法在錯誤性方面，達到了新的高峰。倫斯斐著迷於使用可以運用的正面度量，來展示全球反恐戰爭的進展。

### 醫學中的麥納馬拉謬誤
在醫學文獻中，對麥納馬拉謬誤的討論越來越多。麥納馬拉謬誤尤其被用以描述將無惡化存活期作為治療終點是徒勞無益的作為的狀況，因為在治療轉移性固態瘤患者的臨床試驗當中，無惡化存活期只是一個可以測量的終點，而這麼做會無法觀測到諸如總體生活品質和總體存活率等與結果相關因而更有意義的訊息。

### 學校錄取過程的例子
在學士後醫科等競爭性的學校錄取過程中，僅僅使用量化數據評估候選學生的作法，可能會忽略掉一些無法量化但在最後可能和學生的成就更加相關的因素和特質。

## 參照
1. ↑  Baskin, J.S. 2014. "According To U.S. Big Data, We Won The Vietnam War （页面存档备份，存于）," Forbes Magazine.
2. ↑  Krakauer, Jon. 2009. Where Men Win Glory. NY: Bloomsbury, p. 246.
3. ↑  Basler, Michael H. . 英國醫學期刊. 2009, 339: b3141. doi:10.1136/bmj.b3141.
4. ↑  Booth, Christopher M.; Eisenhauer, Elizabeth A. . 臨床腫瘤醫學會期刊（Journal of Clinical Oncology）. 2012, 30 (10): 1030–1033. doi:10.1200/JCO.2011.38.7571.
5. ↑  Carmody, JB. . Journal of Graduate Medical Education. 2019, 11 (4): 420–421. PMC 6699544 . PMID 31440336. doi:10.4300/JGME-D-19-00453.1 .